# Pindad
PT Pindad (Persero), "Perindustrian Tentara Nasional Indonesia-Angkatan Darat" (Indústria Nacional do Exército da Indonésia) é uma empresa estatal da indonésia especializada em produtos militares e comerciais. A "PT Pindad" fornece os principais sistemas de armas  (Alat Utama Sistem Senjata ou Alutsista) necessários para apoiar a independência, defesa e segurança da República da Indonésia. Além disso, a PT Pindad (Persero) também fabrica vários produtos industriais para outras áreas, tais como transporte e explosivos comerciais. Suas atividades cobrem design, desenvolvimento, engenharia e fabricação, bem como manutenção.